# Ambo
För andra betydelser, se Ambo (olika betydelser).

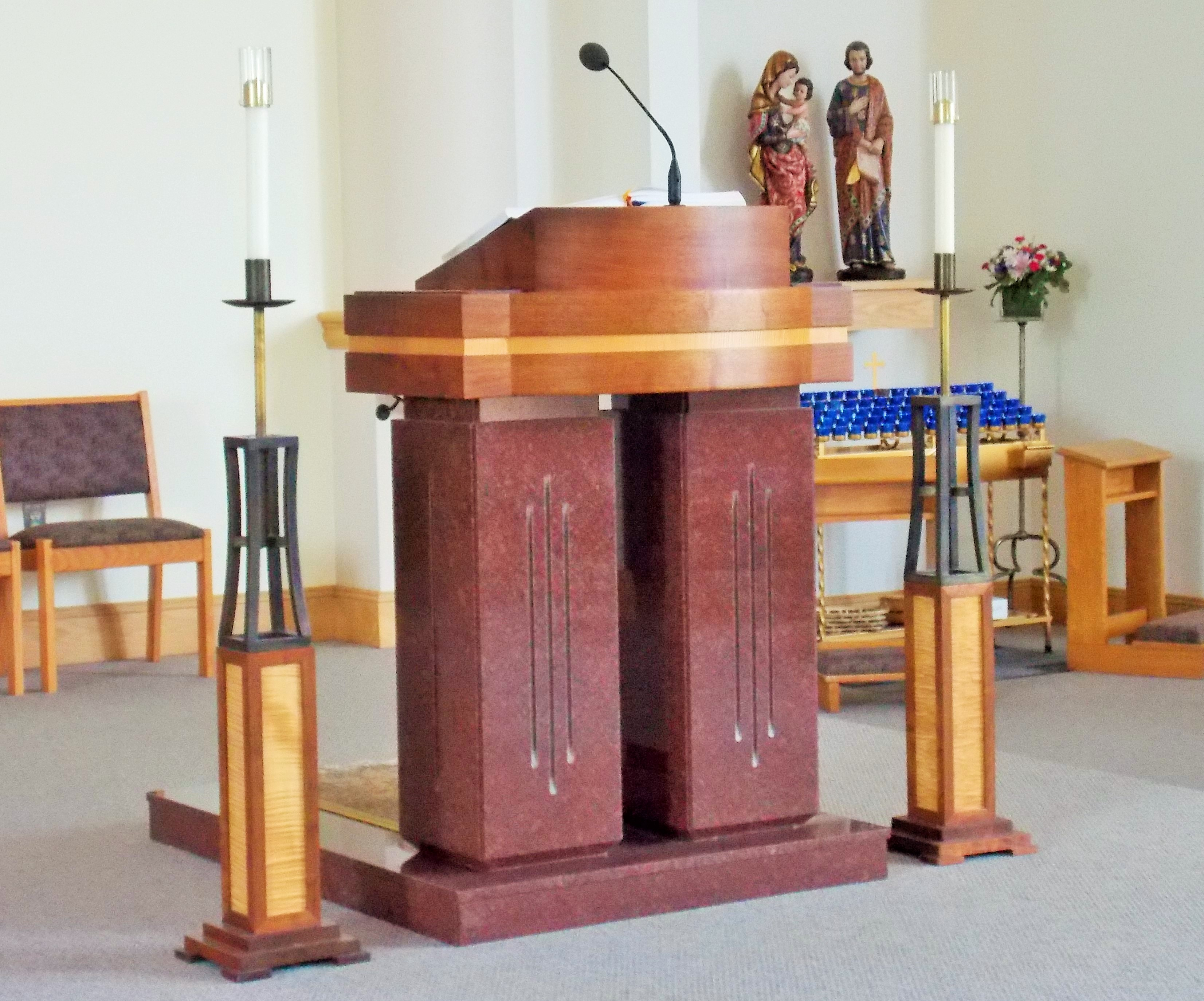
Ambo i Saint Joseph's Catholic Church i Beltsville, Maryland, USA.

Ambon är en talarstol, ofta flyttbar, föregångare till predikstolen, avsedd för läsning av episteln och evangeliet. Den återfinns i några medeltida italienska kyrkor (däribland Santa Maria in Cosmedin i Rom). Ibland restes två stycken ambor, en för epistelläsningen i söder och en för evangelieläsningen i norr. Ambon ersattes av predikstolen, men har i modern tid återkommit i kyrkorna som ett komplement eller i vissa fall som ersättning för densamma. 
I Sverige finns tre medeltida amboner bevarade, båda infällda i triumfbågarnas pelare. Den i Munktorps kyrka i Västmanland är intakt och fortfarande brukbar. Den andra, som delvis är igenmurad, finns i Husaby kyrka i Västergötland. Den tredje finns i Bergs kyrka, i Berg i Hallstahammars kommun.
Den grekiske kyrkofadern Johannes Chrysostomos, vars röst har ansetts svag, var en föregångare vad gäller att predika från ambon.